# Finska folkdelegationen
Finska Folkdelegationen var ett organ som bildades av medlemmar i Finlands socialdemokratiska parti (SDP). Den var den röda sidans regering under inbördeskriget den 28 januari 1918 - 25 april 1918. Folkdelegationens ordförande var den tidigare talmannen i Finlands lantdag Kullervo Manner. 
Folkdelegationen tog makten i början av inbördeskriget när den avsatte den borgerliga regeringen, Svinhufvuds senat, och upphävde resultatet av valet till lantdagen 1917, varefter den själv skrev lagar och regler, med det idealistiska målet att ändra samhället i enlighet med arbetarrörelsens program. Utöver Folkdelegationen fanns även Arbetarnas verkställande råd som motsvarade riksdagen, men dess roll i de rödas styrelsesätt förblev liten. Fastän vissa finska röda stödde "proletariatets diktatur", som Rysslands bolsjeviker hade satt i kraft efter ryska revolutionen året innan, hade revolutionens ledarskap ändå bestämt sig för att fortsatt stödja demokratin. 
Det mest ambitiösa av lagförslagen var ett förslag för Finlands nya grundlag, i vilken man strävade efter att stanna på den demokratiska grunden. Man kunde inte sätta grundlagen i verket under kriget och utvecklingen gick åt helt motsatt håll; till slut utnämndes till och med Folkdelegationens ordförande Manner till diktator för Finland. Folkdelegationen hade stora problem med att organisera sin makt och finans, och kunde inte stoppa röda gardets våldsamma terror. 
Sovjetryssland var den enda staten som erkände Folkdelegationen som Finlands lagliga regering. I inbördeskrigets slutskede, i början av april 1918, flyttade Folkdelegationen från Helsingfors till Viborg, varifrån dess medlemmar till sist flydde till Petrograd.

## Organisation

### Folkdelegationens sammansättning
| Titel                           | Person |
| ------------------------------- | --- |
| Ordförande                      | Kullervo Manner |
| Utrikesdelegat                  | Yrjö Sirola |
| Inrikesdelegat                  | Eero Haapalainen (fram till mars) Adolf Taimi (fram till mars) Matti Airola (från och med mars) Hanna Karhinen (från och med mars) |
| Krigsdelegat                    | Eero Haapalainen (från och med mars) Adolf Taimi (från och med mars)                                                               |
| Justitiedelegat                 | Lauri Letonmäki (lagförbereding och myndigheter) Antti Kiviranta (fångvård)                                                        |
| Upplysningsdelegat              | Otto Ville Kuusinen |
| Finansdelegat                   | Jalo Kohonen Edvard Gylling (från och med den 6 februari)                                                                          |
| Jordbruksdelegat                | Evert Eloranta Jaakko Mäki |
| Proviantdelegat                 | Oskari Tokoi |
| Trafikdelegat                   | Konsta Lindqvist |
| Post- och Kommunikationsdelegat | Emil Elo |
| Arbetsdelegat                   | J. H. Lumivuokko |
| Socialdelegat                   | Hilja Pärssinen (från och med mars, skolfrågor) J. O. Arjanne (från och med mars)                                                  |
| Prokurator                      | Matti Turkia |

| Titel                     | Person           |
| ------------------------- | ---------------- |
| Diktator                  | Kullervo Manner  |
| Ordförande                | Edvard Gylling   |
| Allmänna ärendens delegat | J. O. Arjanne    |
| Krigsdelegat              | Adolf Taimi      |
| Finansdelegat             | Jalo Kohonen     |
| Proviantdelegat           | Edvard Gylling   |
| Arbetsdelegat             | Emil Elo         |
| Trafikdelegat             | Konsta Lindqvist |
| Underhållsdelegat         | Lauri Letonmäki  |